# ديانا مكينتوش
ديانا مكينتوش هي عازفة بيانو وملحنة كندية، ولدت في 4 مارس 1937 في كالغاري في كندا.